# Le Visage de Mae West pouvant être utilisé comme appartement surréaliste
Le Visage de Mae West pouvant être utilisé comme appartement surréaliste est un tableau réalisé par le peintre espagnol Salvador Dalí en 1934-1935. Cette gouache sur papier journal est un portrait surréaliste de Mae West. Elle est conservée à l'Art Institute of Chicago, à Chicago.

## Postérité
Le tableau fait partie des « 105 œuvres décisives de la peinture occidentale » constituant le musée imaginaire de Michel Butor.